# Syllepte trachelota
Syllepte trachelota là một loài bướm đêm trong họ Crambidae.